# 黑身擬四眼鱂
黑身擬四眼鱂，為輻鰭魚綱鯉齒目鰕鱂亞目溪鱂科的其中一種，為熱帶淡水魚，分布於南美洲巴西、秘魯及哥倫比亞淡水流域，體長可達4公分，棲息在雨林覆蓋溪流底中層水域，生活習性不明。

## 擴展閱讀
維基物種上的相關：黑身擬四眼鱂